# Jacques de Trivulce
Jacques de Trivulce (ou Jean-Jacques), en italien Gian Giacomo Trivulzio, né en 1440 à Milan et mort en 1518 à Arpajon, est un condottiere guelfe qui s'illustre aux côtés des armées françaises dans les premières guerres d'Italie. Il est issu de la famille noble de Trivulce, de Milan et est marquis de Vigevano.

## Biographie
Ayant rallié le parti guelfe, il est banni de Lombardie et entre au service de Ferdinand II d'Aragon, roi de Naples.
Lors de l'expédition de Charles VIII, il se joint ouvertement aux Français, leur livre Capoue en 1495. Élevé au rang de chevalier de l'ordre de Saint-Michel en 1495, il reçoit le commandement de l'avant-garde avec le maréchal de Gié à la journée de Fornoue. Promu lieutenant général de l'armée du roi en Lombardie, il prend Alexandrie et défait Ludovic Sforza, duc de Milan.
Sous Louis XII, en 1499, il conquiert le duché de Milan et par l’occasion détruisit les moules du monument Sforza; il est nommé gouverneur de la ville après le 6 octobre jusqu'au 2 février 1500, et reçoit le bâton de maréchal de France le 1er juin 1499. Il accompagne Louis XII à l'entrée solennelle que ce prince fait dans Gênes le 26 août 1502.
Trivulce se couvre d'honneur et de gloire aux batailles d'Agnadel le 14 mai 1509, de Novare en juin 1513 et de Marignan les 13 et 14 septembre 1515, mais il échoue devant Brescia et cesse dès lors ses activités militaires.
Lieutenant-général en Dauphiné le 12 avril 1515. Il est nommé gouverneur de Lyon en 1507, puis  commandant ou lieutenant en Bourgogne en octobre de la même année.
Après avoir implanté des rizières en Italie, il a le projet d'en établir dans le Comtat Venaissin, dans le sud de la France, où il avait acheté une ferme à une famille juive sur le territoire d'Entraigues-sur-la-Sorgue. Le 9 juin 1514, il acquit, de la Chambre Apostolique de Carpentras, cent saumées d'hermas et de marais sur le territoire d'Entraigues, puis le 19 janvier 1516, il en obtint 200 de plus. Des travaux d'aménagement de rizières sont réalisés mais le risque d'inondation et d'épidémie liée aux eaux stagnantes ont raison des efforts entrepris.
Il meurt à Châtres (ancien nom d'Arpajon) en décembre 1518.

« Lorsqu'il se vit mourir, dit Brantôme, il fit mettre son épée toute nue près de lui, et la tint en lieu de croix et aussi que les diables lui voyant ainsi en la main, eussent peur. »

Il est inhumé en l’église San Nazarro de Milan, sous l’épitaphe qu’il avait composée lui-même : « Ici repose Jacques de Trivulce qui jamais auparavant ne s’était reposé ».
Sa fille, Mérite de Trivulce, appelée aussi Marthe de Trivulce, épouse de Louis Ier de Bouliers, seigneur de Centallo, Demonte et Roccasparvera dans la province de Coni dans le Piémont en Italie et propriétaire du château de La Tour d'Aigues dans le Vaucluse, est à l'origine de l'enquête royale sur le massacre des Vaudois du Luberon, par une plainte déposée en 1547.

## Armoiries
| Figure | Blasonnement             |
|        | Pâlé d'or et de sinople. |